# Lasiurus degelidus
Lasiurus degelidus is een vleermuis uit het geslacht Lasiurus die voorkomt op Jamaica. Deze soort is nauw verwant aan de Noord-Amerikaanse L. seminolus en wordt soms als een ondersoort van die soort gezien. Er zijn niet meer dan tien exemplaren bekend. De soort is verspreid over het eiland op hoogstens 400 m hoogte gevonden. Waarschijnlijk roest dit dier in bomen en foerageert het boven water.
De rugvacht is rood. Op de schouder zit een witte vlek. Het membraan tussen de achterpoten (uropatagium) is bedekt met haren. Voor slechts vier exemplaren zijn maten beschikbaar, twee mannetjes en twee vrouwtjes. Het mannetje TTU 22080 heeft een voorarm van 41,3 mm en een schedel van 12,9 mm. Voor het mannetje CM 44608 zijn deze maten respectievelijk 42,9 mm en 13,1 mm, voor het vrouwtje CM 44609 respectievelijk 46,9 mm en 13,9 mm en voor het vrouwtje NMNH 96188 (het holotype) respectievelijk 45,3 en 16,2 mm. Het karyotype bedraagt 2n=28, FN=48, net als dat van de meeste andere Lasiurus-soorten.